# Wiz 'n' Liz
Wiz 'n' Liz est un jeu vidéo de plates-formes développé par Bizarre Creations et édité par Psygnosis en 1993 sur Mega Drive. Le jeu a été porté la même année sur Amiga par Lunatic Software.

## Synopsis
L'histoire se déroule sur la planète Pum. Un couple de sorciers, Wiz et Liz, passent leur journées à mélanger des fruits dans leur chaudron magique afin de réaliser des sorts. Mais un jour, l'expérience tourne au drame : une gerbe d'étoiles surgit du chaudron et capture tous les lapins des sorciers. Wiz et Liz se voient donc contraints de partir à la recherche de leurs lapins pour les sauver...

## Jeu à un joueur
On a le choix entre incarner le sorcier Wiz ou la sorcière Liz. En début de jeu, il faut mixer des fruits dans un chaudron pour ouvrir une porte magique qui mène à un lieu où l'on peut choisir son monde. Une fois rentré dans l'un de ceux-là, le jeu commence pour de bon. Dans un premier temps, le but est de rattraper des lapins ("wabbits" en anglais) en les touchant; ils donneront des lettres qu'il faudra également attraper afin de former un mot avant qu'elles ne s'envolent et disparaissent. Ceci fait, il vous reste à rattraper un certain nombre de wabbits afin d'ouvrir la porte qui vous permet de finir le round. Il faut faire vite, car vous n'avez que peu de temps pour agir (jusqu'à 3 minutes) Quand tous les rounds d'un niveau sont finis, le niveau se termine également et le monde se ferme. Il y a huit mondes en tout; il faut les compléter afin d'accéder au boss. S'il y a d'autres niveaux après ce boss, tous les mondes sont rouverts, leur architecture change et le nombre de rounds peut augmenter (cela va de deux à quatre rounds).

## Jeu à deux joueurs
Ici, l'écran est horizontalement divisé en deux. Le but du jeu reste presque le même, c'est-à-dire qu'il faut attraper les lapins pour former le mot et ouvrir la sortie, sauf que ce n'est plus chronométré et qu'il faut être le premier à sortir du niveau. Wiz doit attraper les lapins bruns, et Liz les lapins gris. Chaque personnage dispose de sa propre sortie. Si l'un des joueurs sort avant l'autre, cet autre perd une vie et n'a plus que 10 secondes pour finir le niveau. S'il y parvient, les joueurs s'affrontent à nouveau. S'il échoue, il meurt, le niveau est fini et son adversaire a gagné. Le gagnant de la partie est alors celui qui a remporté le plus de mondes.

## Les modes de difficulté
Apprenti (apprentice) :
- 8 niveaux - 1 boss
- Temps de départ : 2 minutes

Magicien (Wizard) :
- 16 niveaux - 2 boss
- Temps de départ : 1 minute 30

Sorcier (Sorcerer) :
- 32 niveaux - 4 boss
- Temps de départ : 1 minute

Super Magicien (Super Wizard) :
- Ce mode n'est accessible que si on a fini le mode sorcier ou si on possède un de ses mots de passe.
- 56 niveaux - 7 boss
- Temps de départ : 1 minute
- Ce mode regroupe en fait tous les niveaux de tous les modes de difficulté ainsi que tous les boss.

## Les boss
Tous les huit niveaux en mode "un joueur", il y a un monstre à affronter. Le joueur se retrouve alors sur une plateforme ; il doit appuyer sur la touche A pour jeter un sortilège qui atteindra une partie sensible du monstre (par exemple ses yeux). Quand toutes ses parties sensibles seront mortes, le monstre sera anéanti.
Il y en a sept en tout dans le jeu :
- La Fleur Monstrueuse (The Freaky Flower)
- Les Yeux du Serpent (Snake eyes)
- L'Horloge Rampante (The Creepy Clock)
- La Citrouille Sauvage (The Savage Pumpkin)
- Le Chêne Maléfique (The Evil Oak)
- Le Gardien de la Porte (The Gate Keeper)
- Le Dragon de la Mort (The Deadly Dragon)

## À noter
Sur Amiga, le jeu nécessite 1 Mo de mémoire vive pour fonctionner.